# Google Authenticator

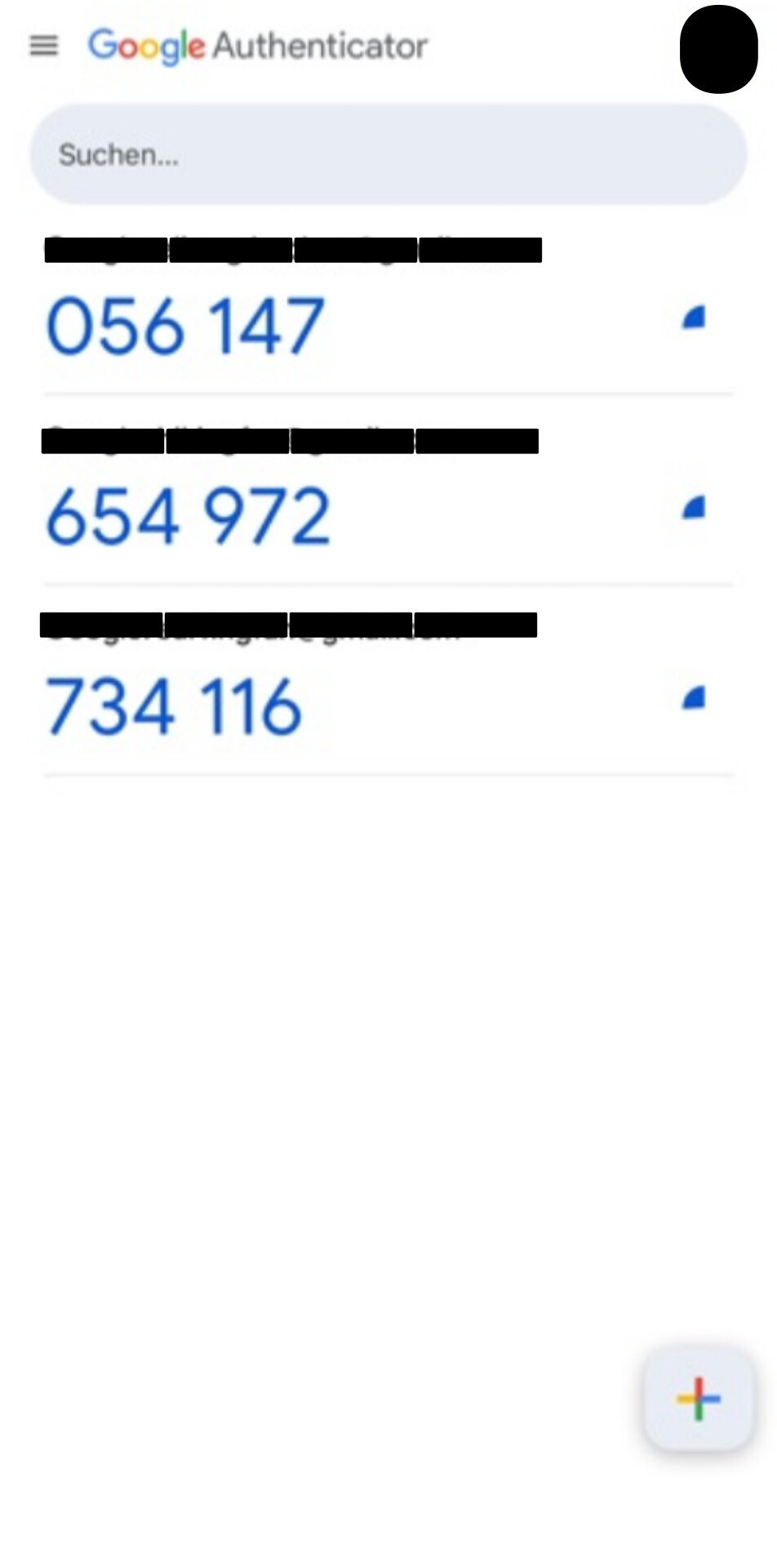
نمای نرم افزار Google authenticator

رمزساز گوگل (به انگلیسی: Google Authenticator) نرم‌افزار ساخت رمز،که به صورت یک بار مصرف شرکت گوگل برای ایجاد لایه امنیتی بیشتر کاربران، طراحی شده‌است. این نرم‌افزار به صورت رایگان برای نسخه اندروید و آی او اس، برای ورود به اکانت گوگل یا تارنماهای دیگری که از رمز دومرحله‌ای استفاده می‌کنند قابل استفاده است.
از مزایای این نرم‌افزار این است که با حذف ارسال پیام کوتاه برای ارسال رمز یک بار مصرف مانع دسترسی دولت‌ها (که به ارتباطات مخابراتی دسترسی دارند و به جاسوسی کاربران می‌پردازند) به اکانت محرمانه کاربران می‌شود.